# Ijimaia
Ijimaia is een geslacht van straalvinnige vissen uit de familie van diepzeekwabben (Ateleopodidae).

## Soorten
- Ijimaia antillarum Howell Rivero, 1935.
- Ijimaia dofleini Sauter, 1905.
- Ijimaia fowleri Howell Rivero, 1935.
- Ijimaia loppei Roule, 1922.
- Ijimaia plicatellus (Gilbert, 1905).